# 魔戒遠征隊
魔戒遠征隊（英語：Fellowship of the Ring）是托爾金奇幻小说《魔戒》故事中的一個最重要的團隊。
第三紀元3018年，在於瑞文戴爾召開的愛隆會議上魔戒遠征隊正式組成，其任務為協助魔戒持有者前往末日火山，摧毀黑暗魔君索倫的至尊魔戒。最初遠征隊隊長為灰袍巫師甘道夫，但在其犧牲後由亞拉岡接任。

## 成員
魔戒遠征隊的成員來自於中土大陸的不同種族，包括：
- 矮人
  - 金靂
- 精靈
  - 勒苟拉斯
- 人類
  - 亞拉岡 (登丹人, 即努曼諾爾人後裔)
  - 波羅莫
- 邁雅（埃斯塔力）
  - 甘道夫，即米斯蘭達
- 哈比人
  - 佛羅多·巴金斯
  - 山姆衛斯·詹吉（山姆）
  - 皮瑞格林‧圖克（皮聘）
  - 梅里雅達克·烈酒鹿（梅里）

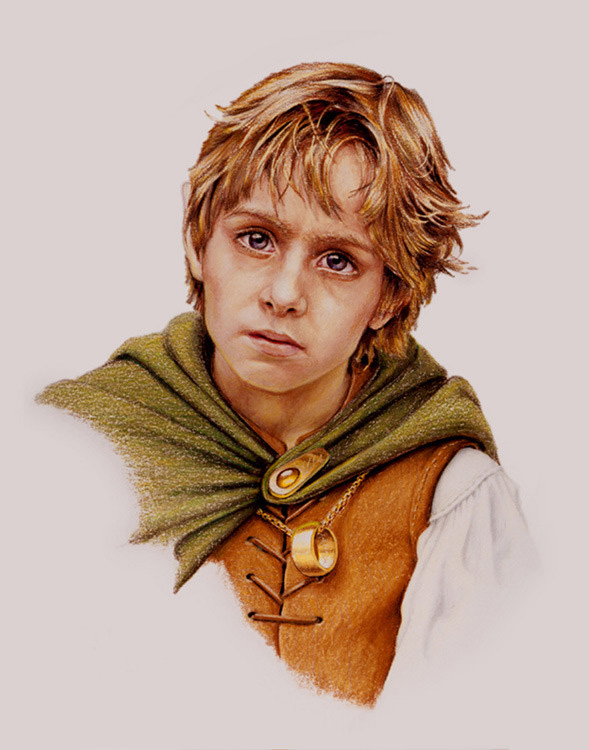
佛羅多·巴金斯，魔戒持有者
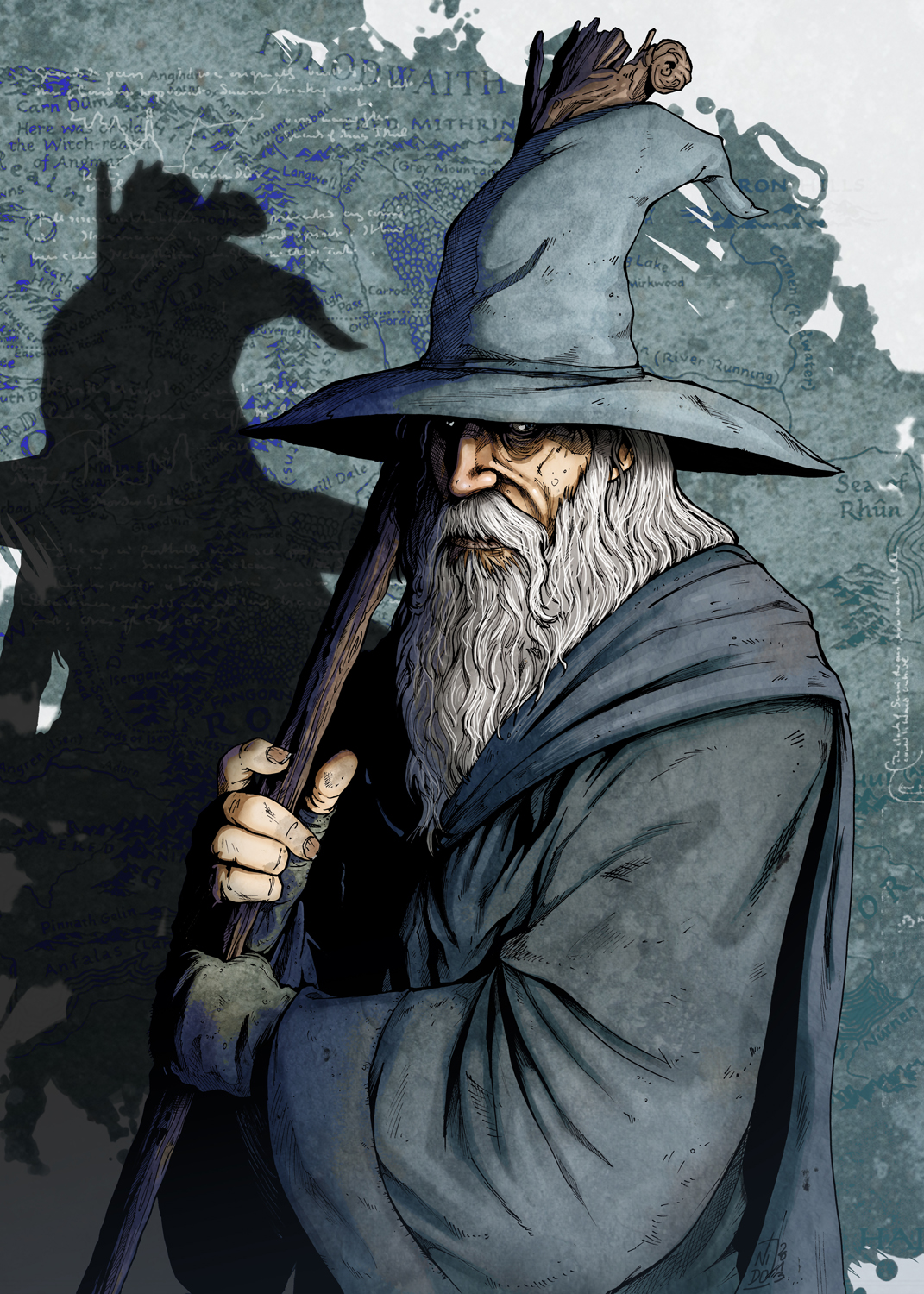
甘道夫
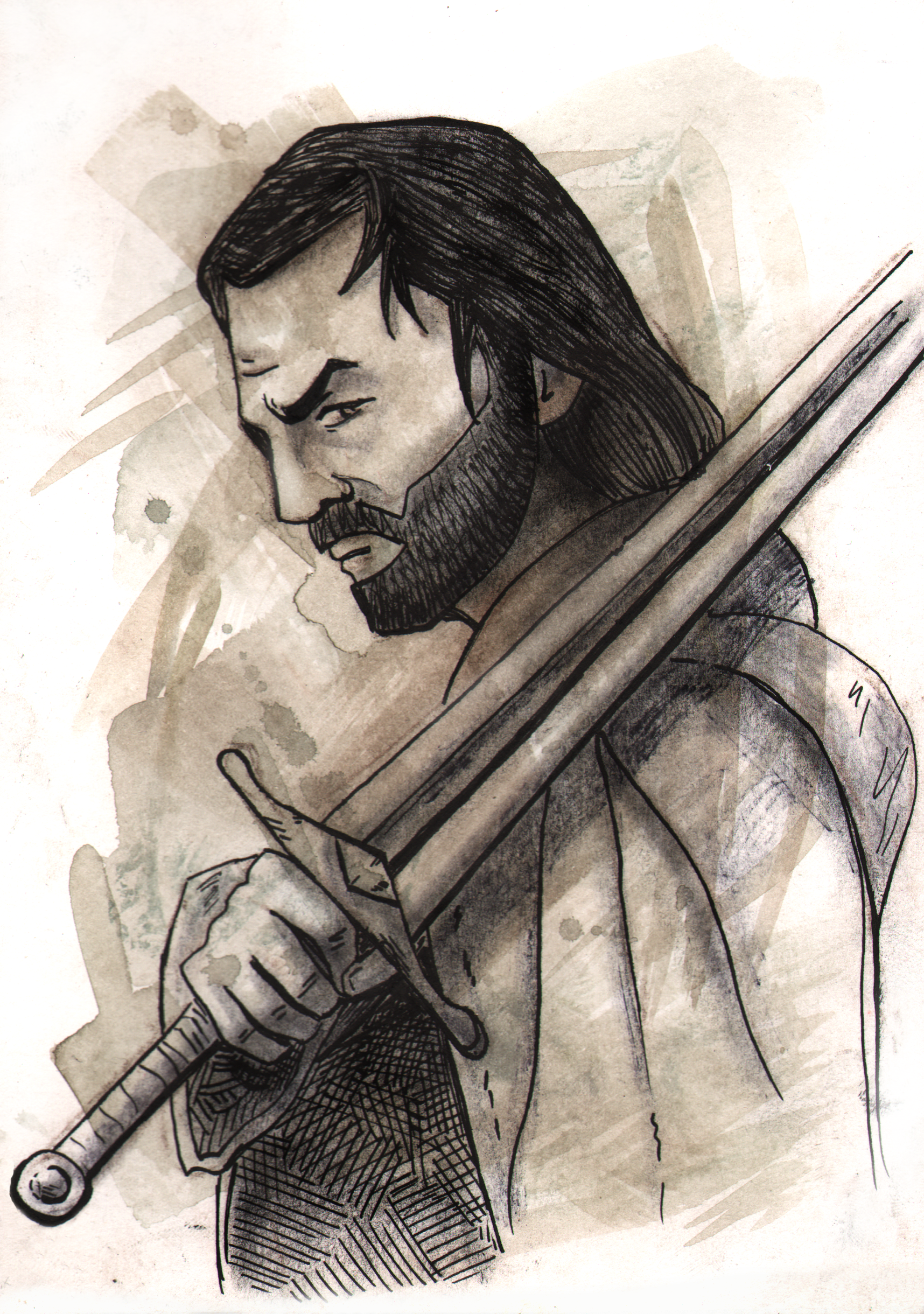
亞拉岡
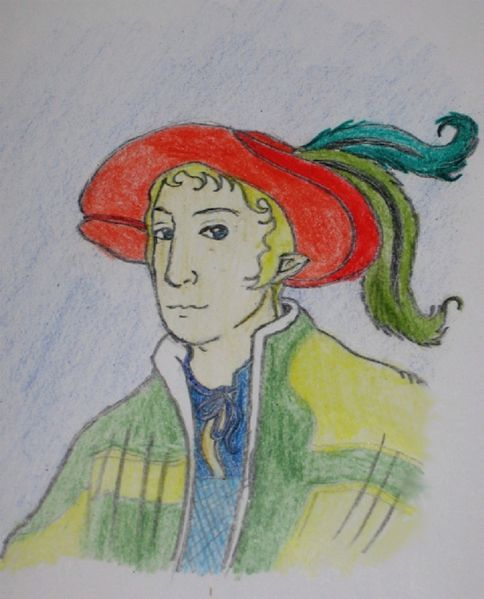
皮瑞格林·圖克
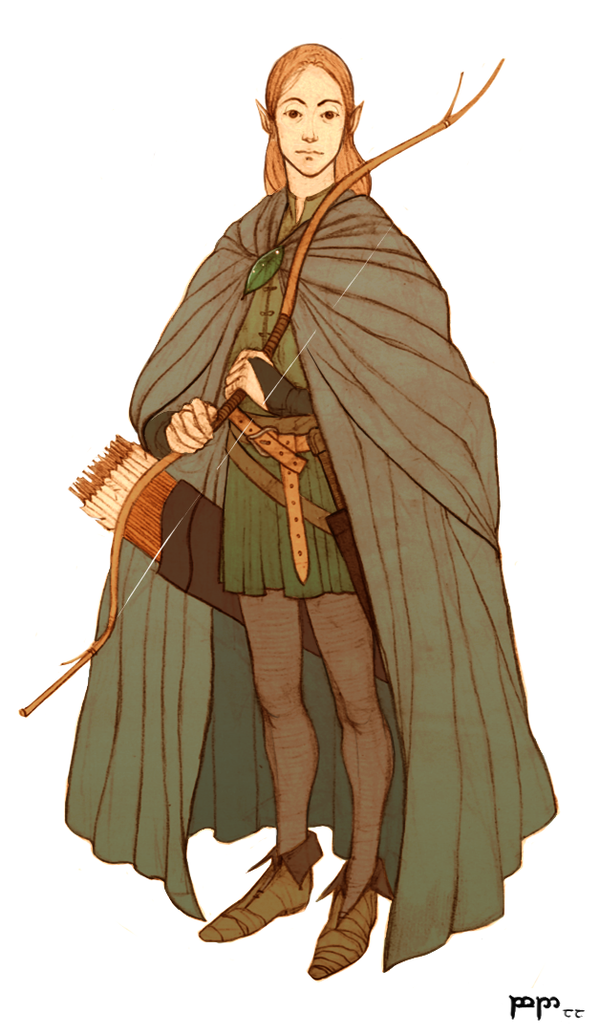
勒苟拉斯
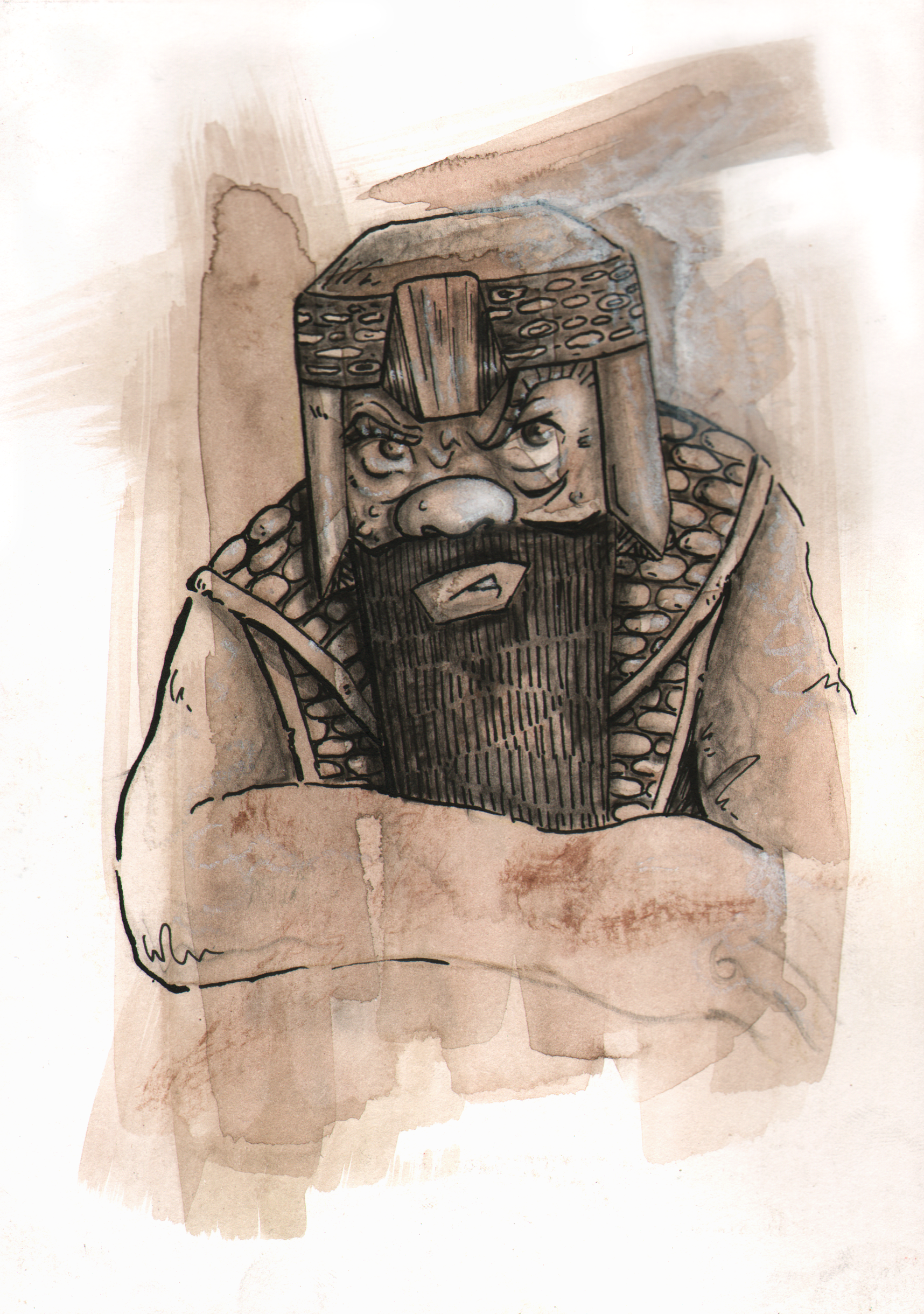
金靂
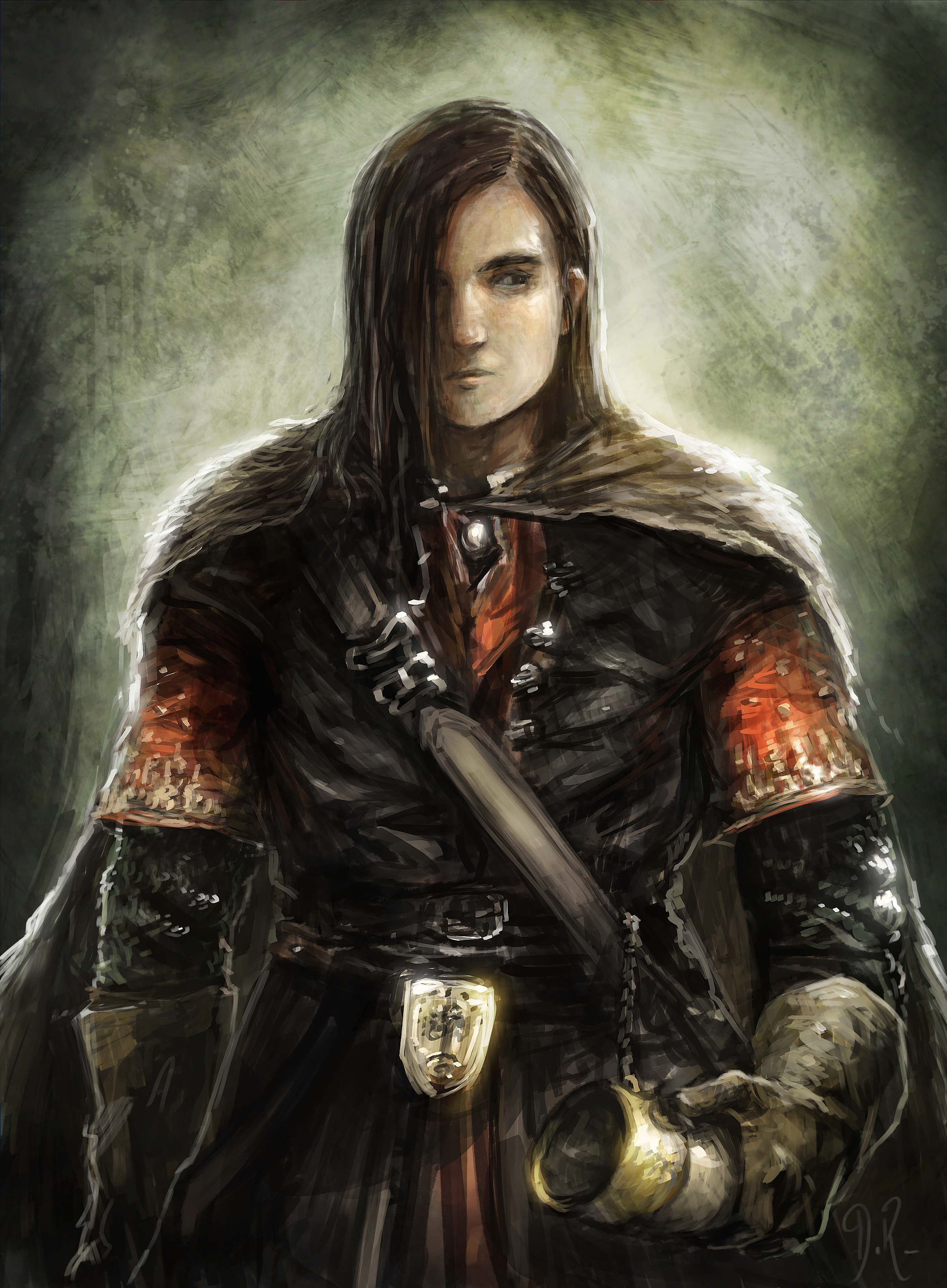
波羅莫

## 歷史

### 魔戒現身

#### 建立
由於至尊魔戒的現世，灰袍巫師甘道夫指示佛羅多·巴金斯離開夏爾、將魔戒帶到瑞文戴爾。在愛隆會議上，眾人一致決定必須將至尊魔戒摧毀，即將它扔回原先被鑄造的地方——末日火山的烈焰之中。護送魔戒持有者完成任務的九人遠征隊隨之組成，隊長為甘道夫。
遠征隊於冬季自瑞文戴爾出發，為了躲避敵人的間諜，使他們必須得在寒冷的黑夜中趕路。在試圖橫越迷霧山脈時，遠征隊被卡蘭拉斯山的暴風雪所阻，又遭到座狼的襲擊，使遠征隊必須要另擇道路。

#### 摩瑞亞礦坑
甘道夫被迫領導遠征隊前往摩瑞亞礦坑西門，即從地底穿越迷霧山脈。甘道夫花了好長時間才破譯出開門的密語，在門開的同時，一旁湖內的怪物「水中監視者」深出觸手試圖綁走佛羅多，遠征隊及時脫逃，在黑暗的礦坑中繼續前進。
遠征隊隨後在一個大廳中發現了摩瑞亞之王巴林的墳墓，正在他們閱讀當時矮人留下來的紀錄時，一群半獸人攻擊了遠征隊，甘道夫帶領遠征隊逃跑，他們在通過凱薩督姆之橋後，隱藏在摩瑞亞內最可怕的妖物——炎魔終於現身，甘道夫獨自站在橋上用他的法力企圖阻擋這個可怕的敵人，但終對方一鞭扯落，雙雙墜落深淵。痛失領袖的遠征隊在亞拉岡領導下逃出摩瑞亞。

#### 羅斯洛立安
遠征隊的八名倖存者在摩瑞亞外為犧牲的甘道夫哀悼，並治療佛羅多與山姆受傷的傷口。
為了躲避半獸人的追擊，遠征隊迅速前往位於幾哩外之處的精靈王國羅斯洛立安森林，他們於邊界處被守衛隊長哈爾達蒙住眼睛，進入了森林的中心卡拉斯加拉頓，並面見凱蘭崔爾女王及凱勒鵬。遠征隊於羅斯洛立安居住了很長一段時間，在這段期間，凱蘭崔爾給佛羅多與山姆看了鏡子中反射的夏爾被半獸人破壞的未來景象。

#### 分散
遠征隊在離開羅斯洛立安前，精靈們提供給他們三艘精靈的船隻，以讓他們走水路通過安都因河前往魔多，這樣一來可避開半獸人的追殺。
這時，無論是亞拉岡還是佛羅多都在面臨進退兩難的抉擇，亞拉岡本來的願望是帶著聖劍重返剛鐸首都米那斯提力斯，帶領西方大軍迎戰索倫，履行他作為埃西鐸後代的職責；但因甘道夫的犧牲，使他必須要將領導遠征隊作為首要任務。
而對佛羅多來說，他為了避免拖累其他同伴，正有意考慮獨自一人完成任務。
當遠征隊來到拉洛斯瀑布前的阿蒙漢山脈時，他們面臨最後的抉擇：要去米那斯提力斯或是魔多。佛羅多要求大家給他一點時間獨處，以便思考接下來該怎麼走；而這時被魔戒所蠱惑的波羅莫也來到他身旁，試圖從佛羅多手中搶走魔戒，佛羅多戴上魔戒隱身而擺脫了他，他隨即來到岸邊，決定要獨自前往魔多。但忠心的山姆執意要跟隨佛羅多，兩人便划船渡河來到東岸，進入艾明莫爾。
但不巧的是，邪惡巫師薩魯曼派出搜捕遠征隊的一隊強獸人在同一時間也來到了阿蒙漢，兩名哈比人梅里與皮聘被強獸人俘虜，波羅莫為了保護哈比人而被強獸人射殺。
魔戒遠征隊就此分散，強獸人帶著梅里與皮聘往艾辛格的方向前進；佛羅多與山姆繼續前往魔多的旅程；亞拉岡、勒苟拉斯和金靂必須選擇追隨佛羅多，或是拯救梅里與皮聘。

### 雙城奇謀

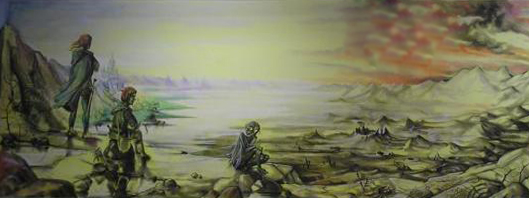
佛羅多、山姆和咕嚕在艾明莫爾。

在分道揚鑣之後，魔戒遠征隊成員各自繼續著他們的任務與使命：
- 亞拉岡、勒苟拉斯和金靂在完成波羅莫的後事之後，便決定追趕俘虜兩名哈比人的強獸人部隊。途中他們在法貢森林內遇見了重生的白袍甘道夫，四人一同前往洛汗國去協助對抗薩魯曼的軍隊，在聖盔谷之戰中擊敗了敵軍。
- 梅里與皮聘在逃出強獸人的掌控之後遇見了老樹人樹鬍，且促成了樹人招開會議，向艾辛格進軍，推翻了薩魯曼的統治。
- 於艾明莫爾，佛羅多與山姆抓住了咕嚕，並讓他擔任響導，領著兩名哈比人前往魔多，進入西力斯昂哥的秘密道路，在那裡兩名哈比人被咕嚕的盟友、巨蜘蛛屍羅襲擊，最後佛羅多被半獸人抓走，而帶著魔戒的山姆則試圖要去救他。[5]

### 王者再臨
- 皮聘和甘道夫前往米那斯提力斯，警告攝政王迪耐瑟戰爭即將來臨。梅里則成為洛汗國王希優頓的隨扈，參與了帕蘭諾平原戰役。
- 亞拉岡在勒苟拉斯和金靂的陪同下踏上亡者之道，要求亡靈兌現諾言，協助攻擊昂巴海盜。最後他們集結了剛鐸的軍隊，在帕蘭諾平原戰役上擊敗了索倫的軍隊。
- 佛羅多與山姆進入魔多並抵達末日火山，咕嚕再次出現攻擊他們，咬下了佛羅多的手指成功奪取魔戒。然而在此時咕嚕卻不慎失足跌入火山熔岩中，魔戒銷毀。

索倫敗亡之後，魔戒遠征隊成員（波羅莫除外）在伊西力安重逢。

## 遠征隊成員的結局
- 佛羅多與比爾博叔姪隨著精靈三戒的持有者愛隆、凱蘭崔爾和甘道夫，於第三紀元3021年自灰港岸渡海前往海外仙境。在臨走前他將《西境紅皮書》交付給山姆。
- 山姆與夏爾的綠龍酒店女侍應小玫·卡頓結婚，兩人共育有伊拉諾·加德納等十三名小孩。後來山姆連續七次連任夏爾市長，在小玫死後他便渡海前往海外仙境，與佛羅多重逢。
- 皮聘成為圖克家的領主和北方王國的朝政顧問，後來他與梅里搬到剛鐸居住。
- 梅里成為雄鹿地領主，兩年後他與皮聘一同成為北方王國的朝政顧問。之後他與皮聘一起在剛鐸逝世，兩人皆被安葬於剛鐸國王陵墓之中。
- 亞拉岡成為剛鐸與亞爾諾重聯王國的皇帝，並與亞玟成婚，育有兩名女兒和一名兒子艾達瑞安，在人皇統治下中土大陸進入第四紀元。
- 甘道夫與精靈和佛羅多、比爾博叔姪一同渡海離開中土大陸。
- 勒苟拉斯與金靂在戰爭結束後共遊法貢森林。之後勒苟拉斯得到父親許可，帶著一批精靈協助法拉墨整修遭到破壞的伊西力安森林。在亞拉岡逝世後，勒苟拉斯與金靂共乘一船，順安都因河而下離開中土，前往海外仙境。
- 金靂成為聖盔谷閃耀洞穴（西班牙语：Aglarond）的主人，並用鋼鐵與秘銀重鑄了米那斯提力斯的大門。第四紀元，渴望再見到凱蘭崔爾的他跟好友勒苟拉斯共乘一船前往海外仙境。[6]

## 改編
在彼得·傑克森執導的電影《魔戒》中，魔戒遠征隊成員分別由伊恩·麥克連（甘道夫）、維果·莫天森（亞拉岡）、伊利亞·伍德（佛羅多）、西恩·艾斯汀（山姆）、比利·包依德（皮聘）、多明尼克·莫納罕（梅里）、奧蘭多·布魯（勒苟拉斯）、约翰·里斯-戴维斯（金靂）和西恩·賓（波羅莫）飾演。